# Cordilura flava
Cordilura flava är en tvåvingeart som först beskrevs av Christian Rudolph Wilhelm Wiedemann 1830.  Cordilura flava ingår i släktet Cordilura och familjen kolvflugor.
Artens utbredningsområde är Egypten. Inga underarter finns listade i Catalogue of Life.